# Michaela Smutná
Michaela Smutná (1987) è un'ex sciatrice alpina ceca.

## Biografia
Slalomista pura attiva in gare FIS dal dicembre del 2002, la Smutná ha esordito in Coppa Europa il 2 dicembre 2004 a Åre (39ª), in Coppa del Mondo il 20 gennaio 2005 a Zagabria Sljeme, senza completare la prova, e ai Campionati mondiali a Bormio/Santa Caterina Valfurva 2005, dove non ha terminato la gara.
Ai Mondiali di Åre 2007 si è classificata 40ª e a quelli di Garmisch-Partenkirchen 2011, suo congedo iridato, non ha completato la gara. Ha preso per l'ultima volta il via in Coppa del Mondo il 13 gennaio a Flachau, dove non ha completato la prova (non ha portato a termine nessuna delle 22 gare nel massimo circuito cui ha preso parte) e si è ritirata al termine della stagione 2014-2015; la sua ultima gara in carriera è stata lo slalom gigante dei Campionati slovacchi 2015, il 3 aprile a Špindlerův Mlýn, chiuso dalla Smutná all'8º posto.

## Palmarès

### Coppa Europa
- Miglior piazzamento in classifica generale: 158ª nel 2007

### Campionati cechi
- 8 medaglie:
  - 2 ori (slalom speciale nel 2012; slalom speciale nel 2015)
  - 5 argenti (slalom gigante, slalom speciale nel 2007; slalom speciale nel 2010; slalom speciale nel 2011; slalom speciale nel 2013)
  - 1 bronzo (slalom gigante nel 2003)